# Sé de Leiria
A Sé de Leiria (século XVI) localiza-se no centro da cidade de Leiria, distrito de Leiria, Portugal.
Construída na sequência da criação da diocese de Leiria, esta importante catedral maneirista foi classificada como Monumento Nacional em Novembro de 2014 (Decreto n.º 30/2014, DR, 2.ª série, n.º 224 de 19 novembro 2014).

## História
A pedido de D. João III ao Papa Paulo III, a Diocese de Leiria foi criada a 22 de Maio de 1545 na bula Pro Excellenti. Dadas as dimensões reduzidas dos templos então existentes em Leiria (igrejas de Nossa Senhora da Pena e São Pedro), tornou-se necessária a construção de um novo edifício, apropriado às novas exigências.
A Sé foi fundada em meados do século XVI pelo humanista D. Frei Brás de Barros, bispo de Leiria desde a criação da nova diocese. Começou a ser construída em 1559 com conceção e direção da obra de Afonso Álvares (a traça poderá, no entanto, ser de Miguel de Arruda, sogro de Afonso Álvares). Em 1574, ano de consagração do templo, o Cabido passou da Igreja de São Pedro para a nova Catedral, ainda incompleta (na altura não dispunha de sacristia nem de outras dependências). Após a morte de Afonso Álvares, ocorrida em 1575, a direção das obras terá sido assumida sucessivamente  por Baltasar Álvares e por Frei João Turriano (outras obras de recuperação e beneficiação viriam a ser realizadas em séculos subsequentes).
O terramoto de 1755 provocou sérios danos na fachada principal, cuja reconstrução teve início no ano seguinte. Também devido aos efeitos do sismo, em 1772 foi construída uma nova torre sineira, em estilo barroco, no local de implantação inicial (afastada da Sé, junto a uma das antigas portas da muralha do castelo, a Porta do Sol). Durante as Invasões Francesas (1810), um incêndio levou à destruição parcial do interior da igreja.

## Características
A Sé de Leiria é uma edificação sóbria, de características maneiristas. Estruturalmente tem afinidades com as Catedrais suas contemporâneas (Portalegre e Miranda do Douro). Embora enquadrada pelo programa  classicista do renascimento, revela alguns traços da herança gótica, a par de elementos característicos de períodos posteriores, nomeadamente barrocos. Tem planta em cruz latina, sendo composta por três naves de igual altura (separadas por pilares de secção cruciforme), transepto denunciado e coberturas em abóbadas de nervuras e em estrela. A sacristia, de planta retangular, tem cobertura em abóbadas de nervuras e paredes com silhares de azulejo de padrão policromo.
A cabeceira, tripartida, é formada por dois absidíolos e cabeceira central profunda, com coberturas em abóbadas de berço ornadas de caixotões. A capela-mor data do séc. XVII e é da autoria de Baltasar Álvares e Frei João Turriano; integra um retábulo com pinturas de Simão Rodrigues retratando episódios da vida da Virgem Maria. O claustro, de dois pisos, dispõe de três alas e um pátio central; tem ligação com o corpo da igreja a partir dos braços do transepto e da capela-mor. A fachada principal é tripartida por pilares de forte presença e termina num frontão triangular simples, sendo rasgada por três portais de volta perfeita encimados por janelões. A torre sineira encontra-se separada da igreja e articula-se com a casa do sineiro; apresenta dois vãos de volta perfeita em cada face e tem cobertura em coruchéu bolboso (foi restaurada no século XXI).

## Galeria de imagens

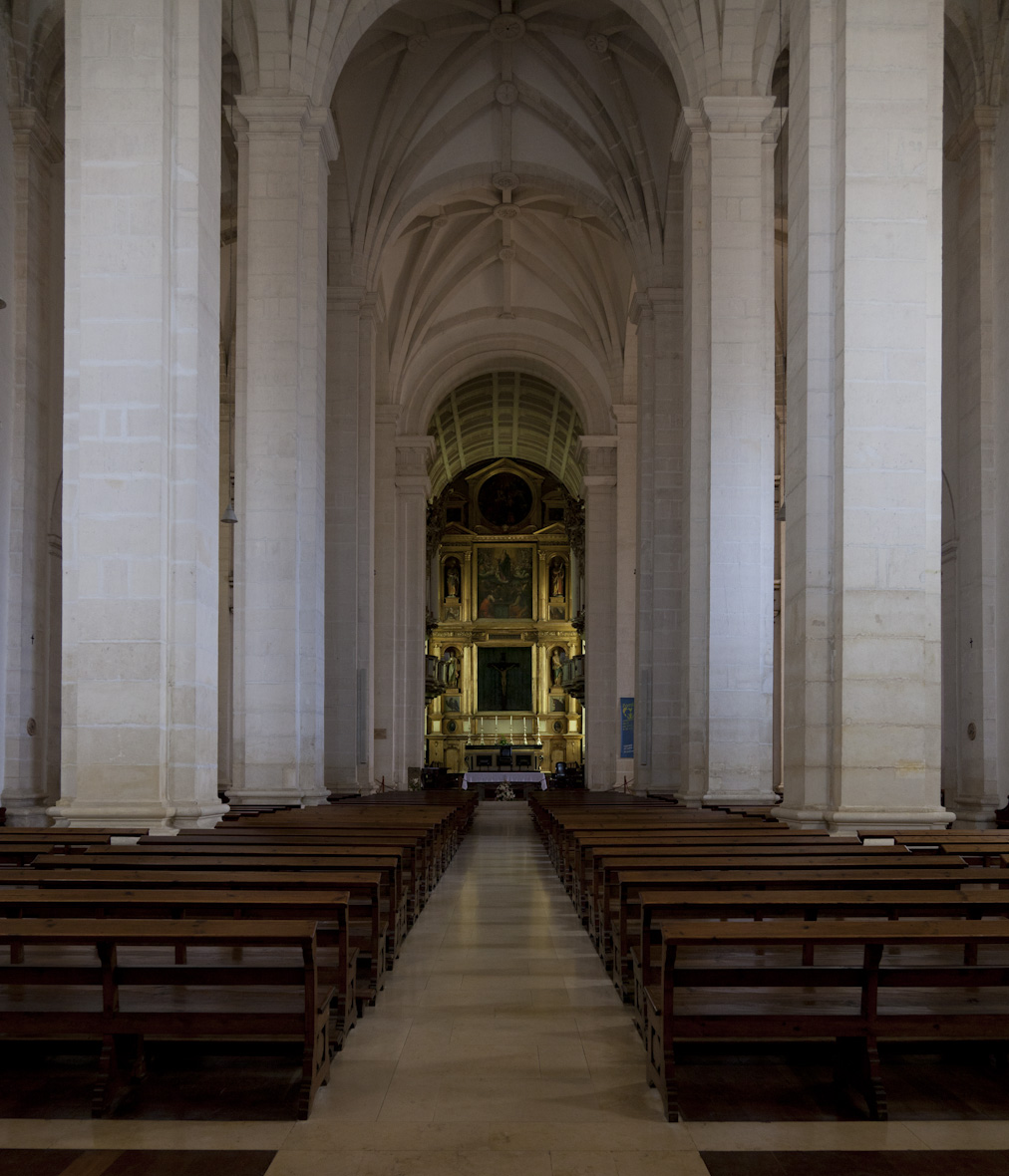
Interior da igreja
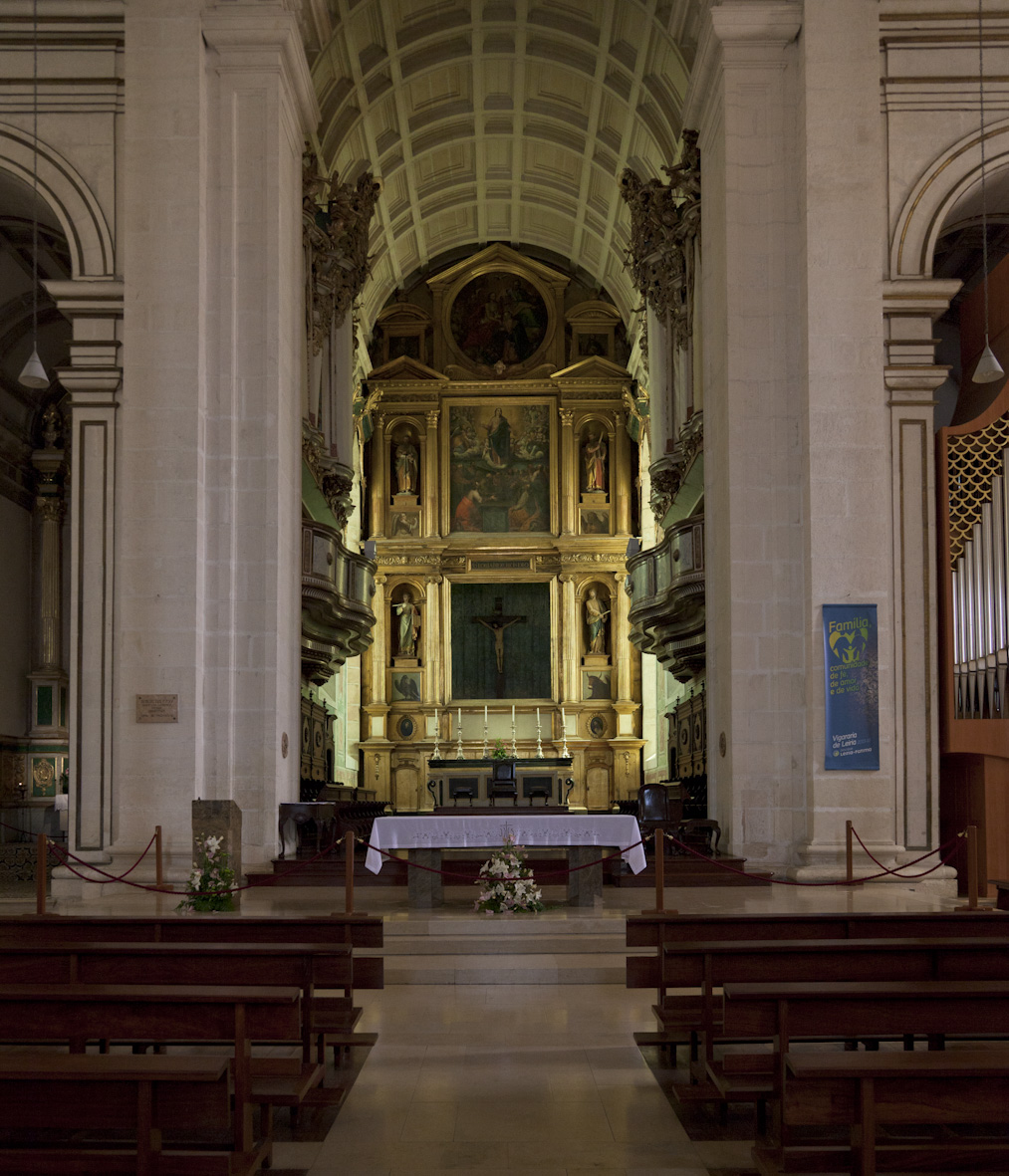
Capela-mor
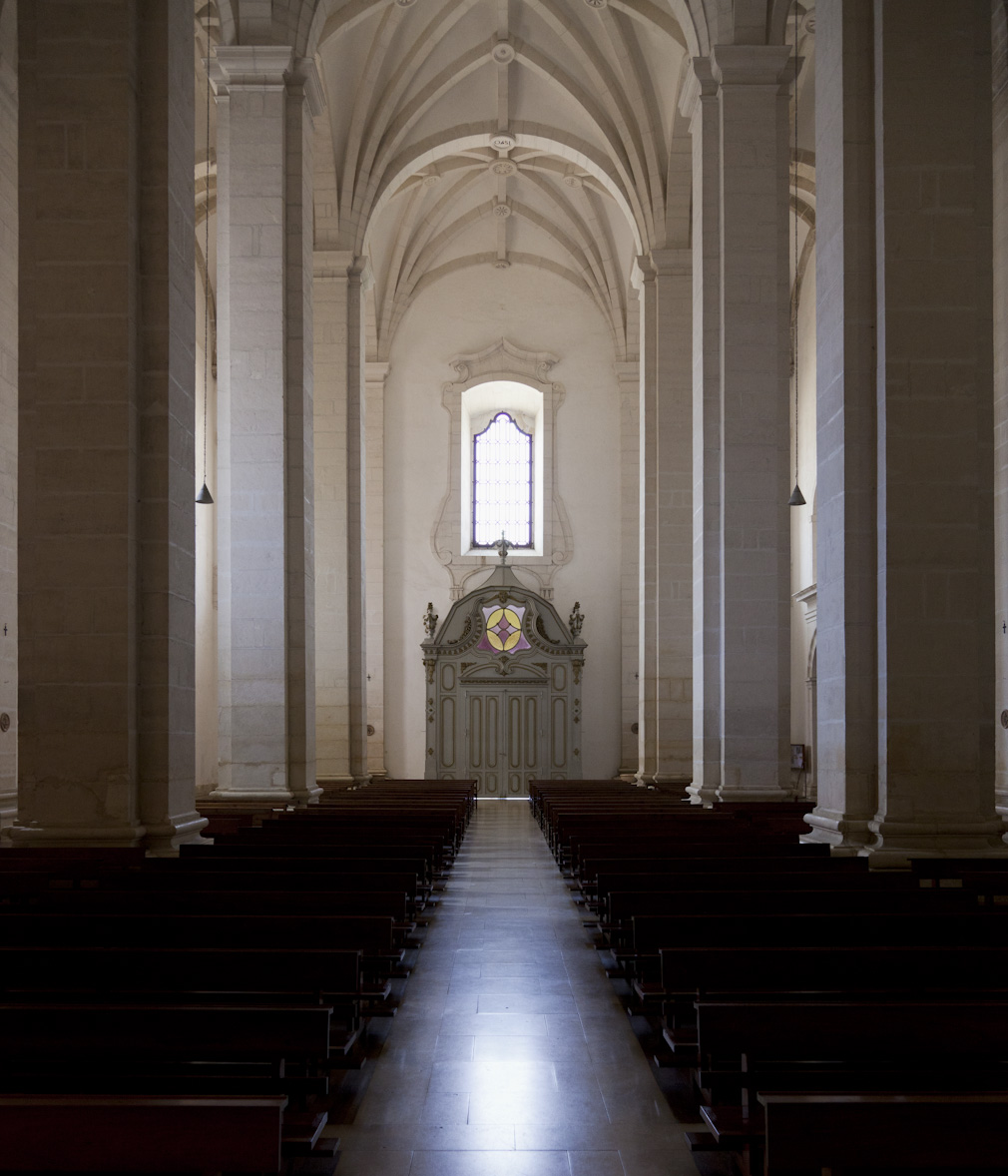
Interior da igreja
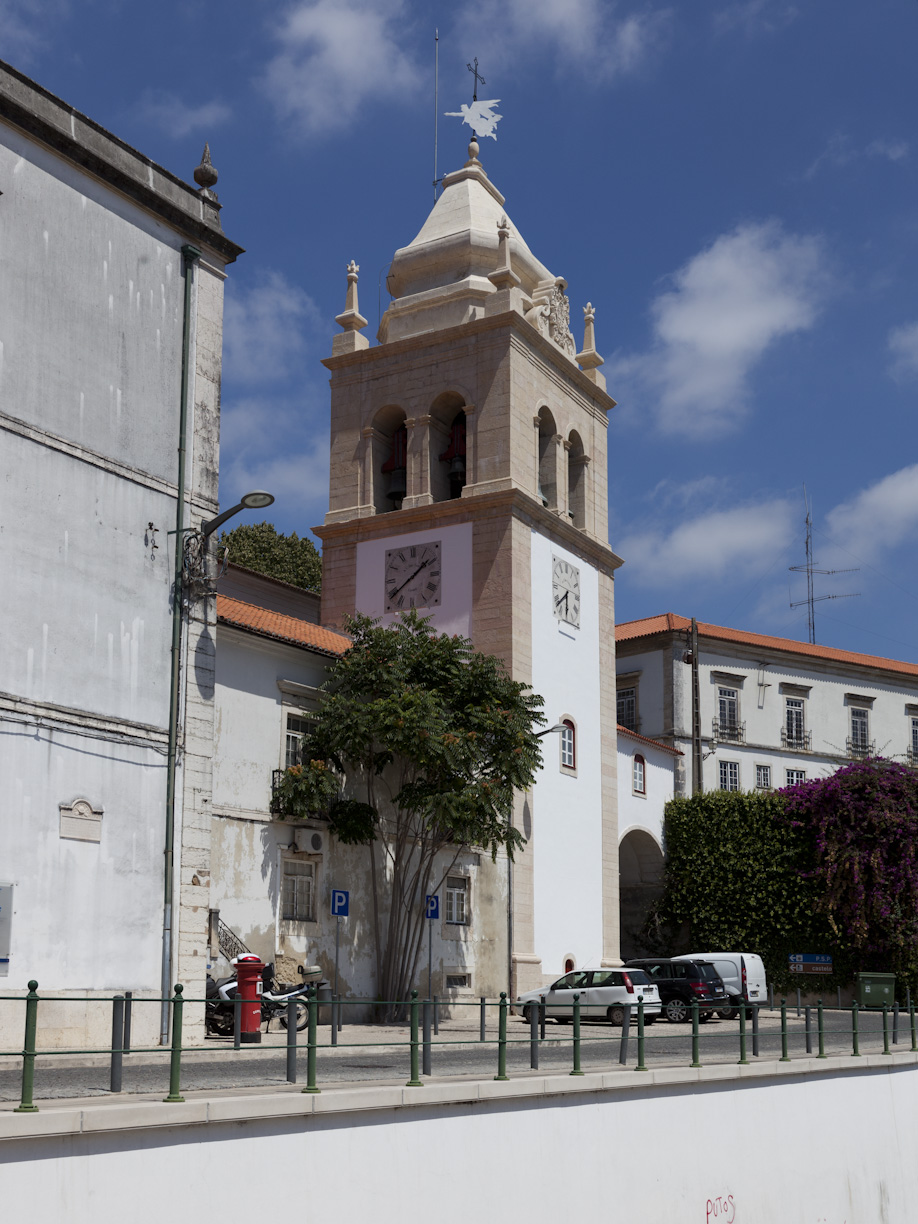
Torre sineira